# Введенский монастырь (Бангарби)
Монастырь в честь Введения во храм Пресвятой Богородицы в Бангарби (англ. Presentation of the Mother of God Convent, Bungarby) — православный женский монастырь Австралийско-Новозеландской епархии Русской православной церкви заграницей в местечке Бангарби в Австралии.

## История
Монастырь основан в 2011 году в уединённом местечке Бангарби, между городами Бомбала и Коома на юге штата Новый Южный Уэльс в Австралии, где для строящегося монастыря было приобретено 300 гектаров земли со старым домом.
Основательницей монастыря стала игуменья Анна (Карыпова) в течение нескольких лет возглавлявшая Гефсиманский монастырь в Иерусалиме и в 2011 году вернувшаяся на родину в Австралию.
В 2012 году были построены кельи для монахинь и разработан проект монастырского храма в честь Введения во храм Пресвятой Богородицы. Монахини шьют церковные облачения для священников епархии, вяжут, готовят варенья, делают шоколадные конфеты.
В монастыре проживает игуменья и 9 монахинь. В построенной часовне совершаются уставные богослужения.

## Реквизиты
- Адрес — Rennies Road Bungarby NSW 2630
- Тел. — + 61 (02) 6453 6272